# Любеч
Лю́беч (укр. Любеч) — посёлок в Черниговском районе Черниговской области Украины, административный центр Любечской поселковой общины. До 17 июля 2020 года был на территории ныне упразднённого Репкинского района. Расположен на левом берегу Днепра близ устья реки Шейка.
В прошлом был городом — одним из древнейших на Днепре, в Северской земле, на варяжском пути.

## История
Городище в урочище Лисица относится к милоградской культуре, затем — зарубинецкой культуре. Наиболее значительны в Любече напластования X — середины XIII века и XIV—XVII веков. Поселение роменской культуры возникло на территории Любеча, судя по находкам лепной керамики, в конце IX века.
На могильнике Любеча раскопано 34 кургана; подавляющее большинство погребений — кремации. Во многих курганах погребальная урна помещена в верхнюю часть насыпи, что свидетельствует о присутствии северянского населения в Любече. Любеч — один из древнейших городов Руси, платил дань хазарам.
Любеч впервые упоминается в Повести временных лет как город, который в 882 году захватил (покорил) новгородский князь Олег, направлявшийся в Киев.
В трудах византийского императора Константина Багрянородного Любеч упоминается как Τελιουζα (Телиоца). В Любече в 937 году была возведена (обновлена) варяжская церковь Святого Андрея Первозванного. Церковное подворье имело тесные связи с Византией и стало основной базой для последующего крещения русского княжеского рода (возможно, изначально в Любече церковное подворье стало первой епископией). Подворье имело свою печать «Святой Андрей» в 940-е годы, что говорит о наличии епископии в Любече, а не Киеве, то есть он был старшим городом в древней Руси, и с упадком своего торгового и политического значения низошёл в разряд пригородов.
Из Любеча была родом Малуша, ключница Ольги, мать Владимира I Святославича. В ходе борьбы с братом Ярополком Владимир Святославич был вынужден бежать к варягам. Однако в 980 году он вернулся и около Любеча разгромил дружину Ярополка.
В 1016 году на берегу Днепра у Любеча новгородский князь Ярослав Мудрый разбил своего сводного брата, киевского князя Святополка Окаянного.
В 1051 году отшельник Антоний (ум. в 1073), уроженец Любеча, после долгого пребывания на Афоне, поселился в одной из пещер киевского холма, что считается датой основания Киево-Печерского монастыря.
В 1097 году в городе состоялся так называемый Любечский съезд — встреча потомков Рюрика (съезд русских князей с Владимиром Мономахом во главе для совещания о мерах охраны Русской земли от половцев), закончившая междоусобицу 1094—1097 годов, на которой князья перераспределили права на территории и объявили новый принцип наследования — «каждый да держит отчину свою».
Археологический комплекс Любеча включает Любечский детинец (Замок) площадью около 0,3 га, сооружённый, по гипотезе академика Бориса Рыбакова, в конце XI века черниговским князем Владимиром Мономахом, укреплённый окольный град площадью около 4 га, неукреплённое предградье, подол и два курганных могильника.
В 1147 Любеч был сожжён Ростиславом Мстиславичем, а в 1157 разграблен половцами. Черниговский князь Святослав Ольгович, получив город, вероятно, отстроил его, поскольку здесь Ольговичи обсуждали (1180) план военных действий против Ростиславичей.
После нападения монгольских сил под командованием хана Батыя на Южную Русь (1239—1240) город пришёл в упадок. В XIV веке вошёл в состав Великого княжества Литовского.
В XIV веке около Любеча появляется такая категория населения как любечская шляхта, которая далее сыграла большую роль в развитии региона.
Первоначально шляхта выполняла функцию обороны внутренних территорий (в том числе и Любечского замка) от набегов татар, за что шляхтичи и получали свои имения. По мнению Филарета Гумилевского некоторые из шляхетских родов Любеча происходили ещё из древнерусской аристократии, то есть из бояр Черниговского княжества.
В 1454 году Иван Андреевич можайский бежал в Литву, где получил в кормление Чернигов, Стародуб, Гомель и Любеч.
С 1471 года — центр волости Киевского воеводства. Упоминается в летописном «Списке русских городов дальних и ближних» (конец XIV века).

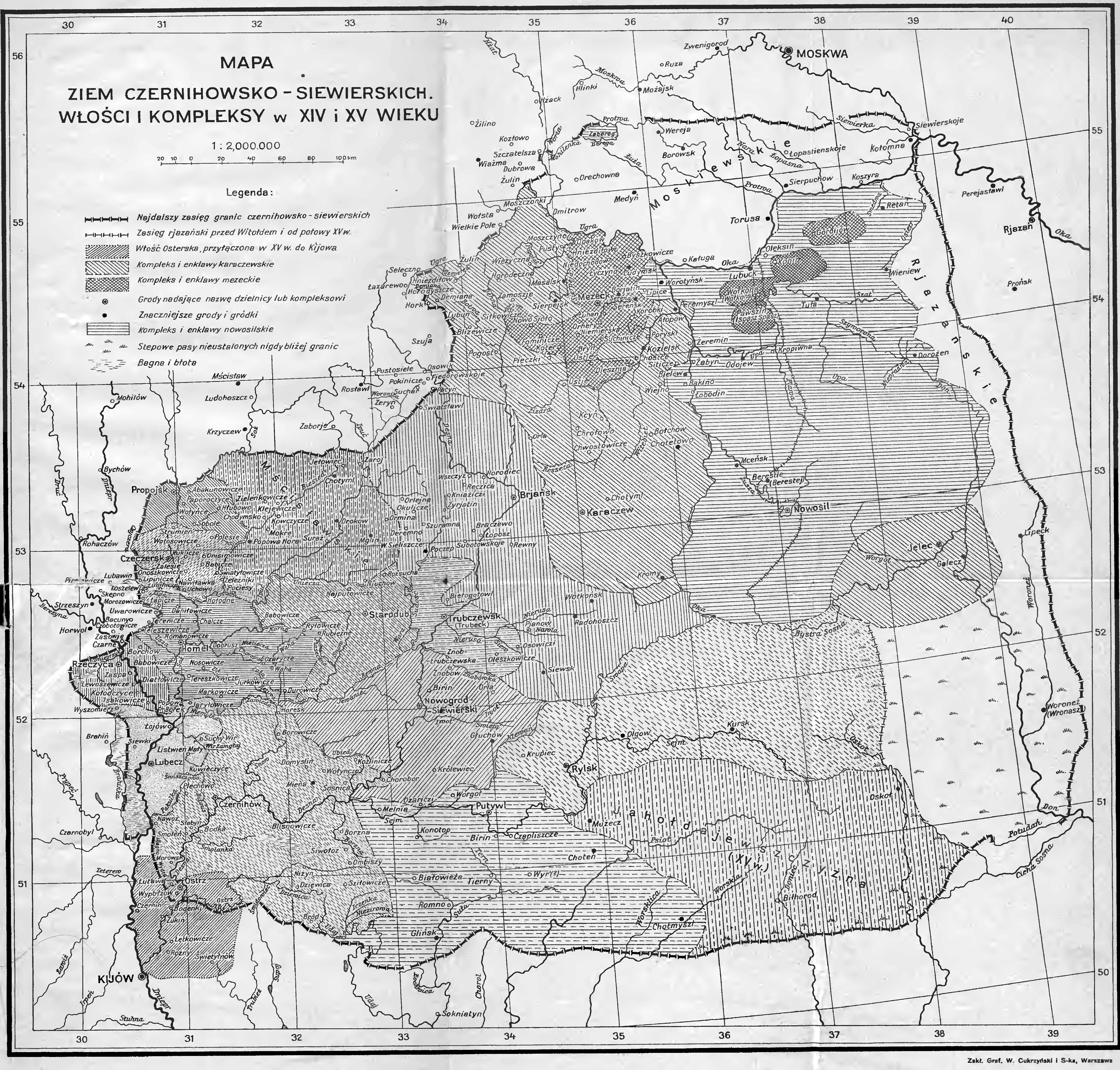
Любеч на карте Чернигово-Северских земель в XV веке (из книги Стефана Кучинского «Чернигово-Северские земли в составе Литвы», изданной в Варшаве в 1936 году)

В 1499 году удельный князь Семён Иванович, вследствие воздвигнутых в Литве гонений на православие, при переходе на службу к Ивану III, передал ему свой удел — города Чернигов, Стародуб, Гомель и Любеч. Из-за этого и вспыхнула война с Литовским княжеством, в связи с нарушением договора, по которому они оба обещали удельных князей с волостями в своё подданство не принимать. В ходе русско-литовской войны 1500—1503 годов стратегический Любеч, позволявший контролировать движение по Днепру, был занят русским войском, однако в 1508 году был передан назад Литве в обмен на юридическое признание остальных обширных завоеваний Москвы.
В 1569 году в результате заключения Люблинской унии передан Польше, где стал центром Любечского староства Киевского воеводства Речи Посполитой. В 1616 году осаждался русским войском. Сильно пострадал во время казацких выступлений в XVI веке против поляков.
С 1646 — вновь в составе Литвы, включён в Смоленское воеводство Речи Посполитой.
С 1648 — центр казацкой сотни Черниговского полка Войска Его Царского Величества Запорожского. Запорожский гетман Богдан Хмельницкий сделал город ранговым имением черниговских полковников. Во времена Ивана Мазепы городом завладел сам гетман, то есть изъял его из рангового владения и удерживал его в своих руках до своего падения.
После 1708 года город стал собственностью семьи Полуботков, а позже — Милорадовичей.
В ХІХ столетии г. Любеч был в составе Репкинской волости Городнянского уезда Черниговской губернии. В местечке было несколько церквей: Троицкая, Воскресенская, Рождество-Богородицкая, Параскиевская, и Покровская.
На конец ХІХ столетия в Любич, торговом местечке с пристанью, проживало более 2 000 жителей, имелось 7 церквей, земская больница, винокуренный завод, была организована торговля по Днепру лесом, хлебом и солью, постройка берлин, существовало пароходное сообщение по Днепру с Киевом и Гомелем, проводилось четыре ярмарки, с оборотом свыше 10 000 рублей.
На начало ХХ столетии Любеч торговое местечко с пристанью, Городнянского уезда, Черниговской губернии, Российской империи в котором проживало 3 333 жителей.
10 марта 1958 года Любеч получил статус посёлка городского типа.
В январе 1989 года численность населения составляла 3771 человек.
В 1997 году на Замковой горе был установлен бронзовый памятник Любечскому съезду князей (скульптор Геннадий Ершов).

## Галерея

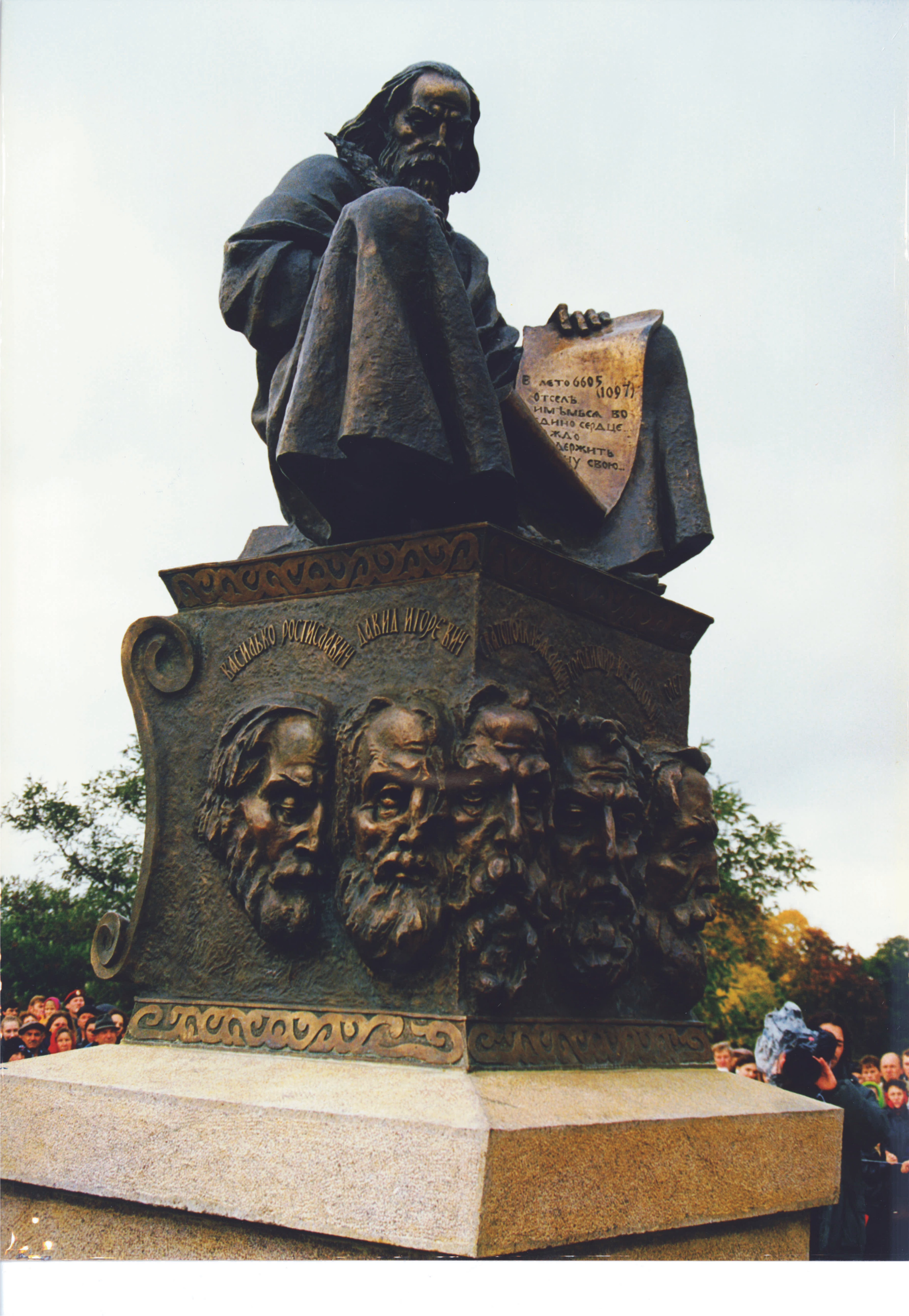
Памятник Любечскому съезду князей
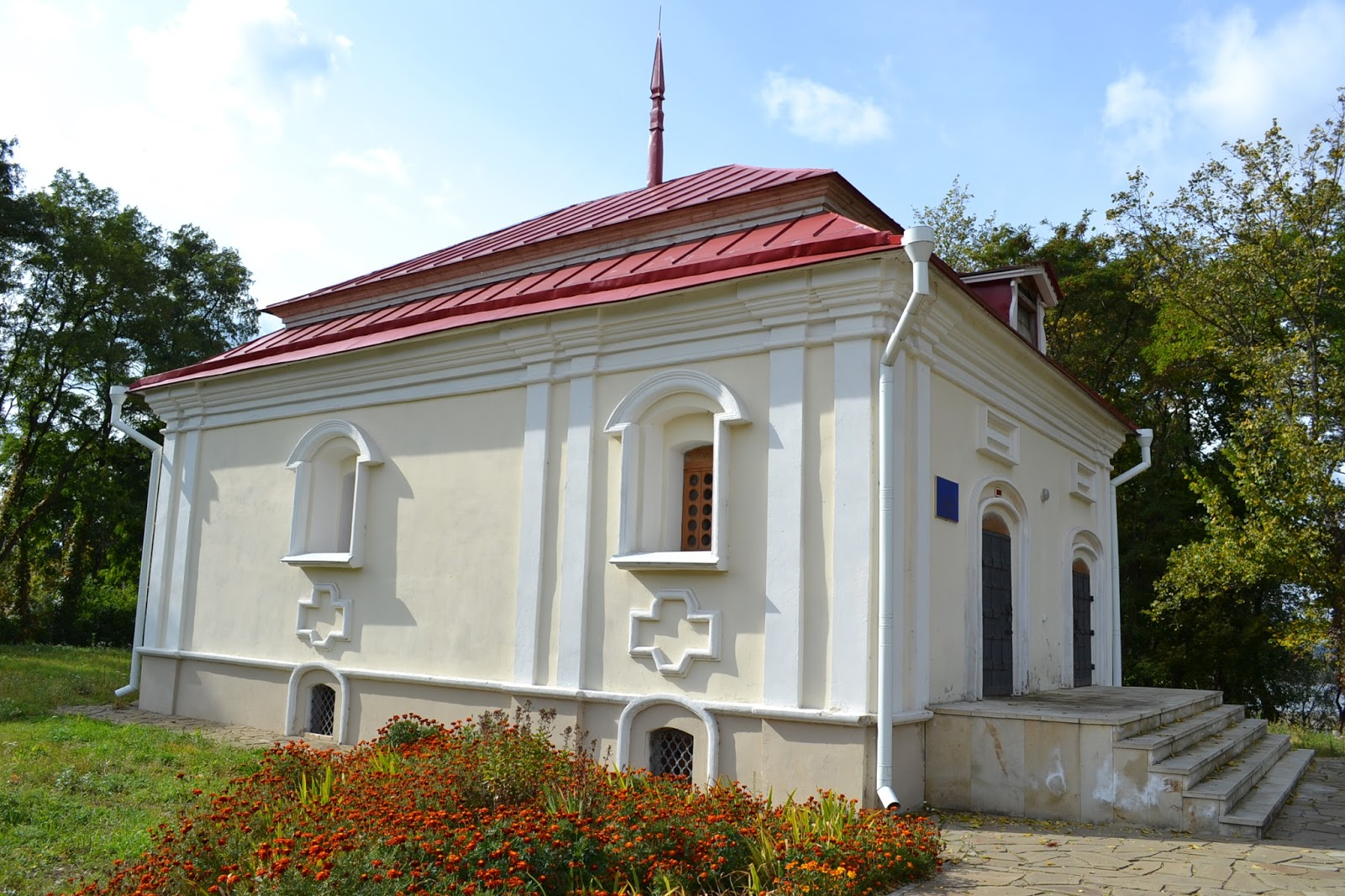
Каменица Полуботка
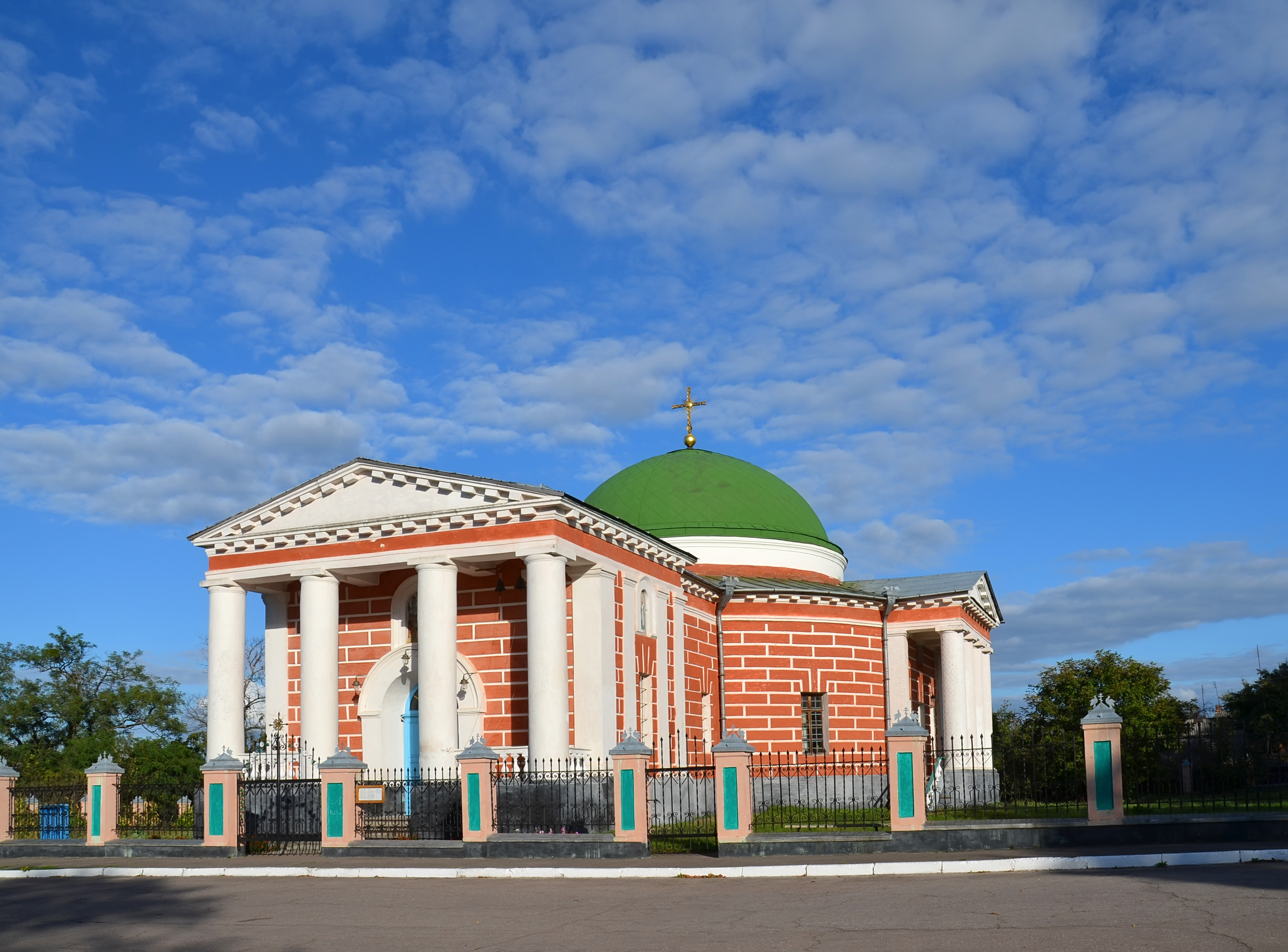
Спасо-Преображенская церковь
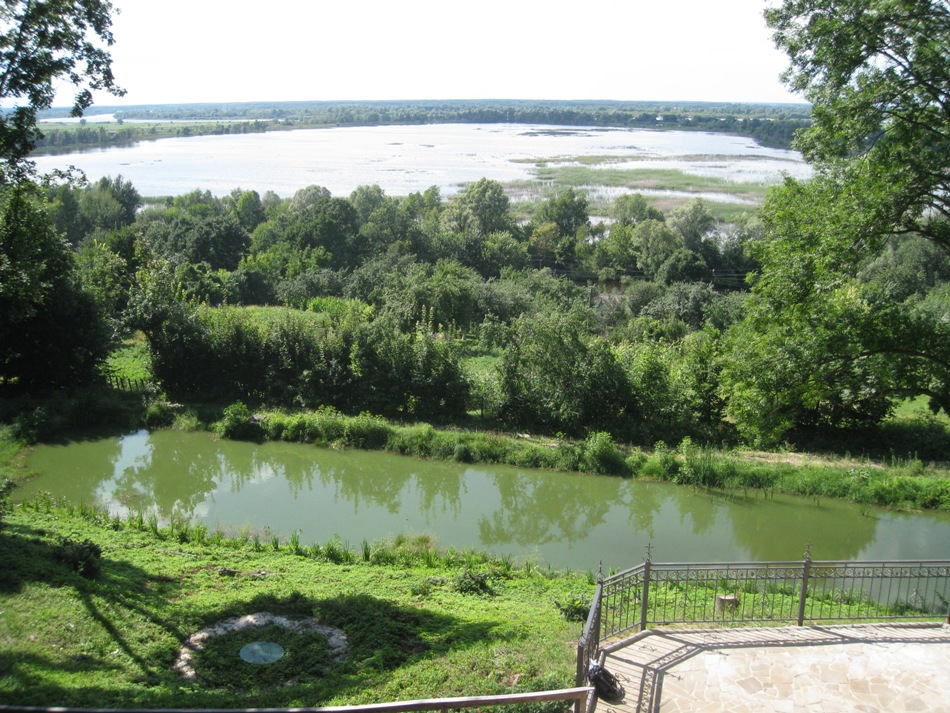
Озеро